# Encymachus hesperus
Encymachus hesperus är en spindelart som beskrevs av Lawrence 1927 [1928. Encymachus hesperus ingår i släktet Encymachus och familjen hoppspindlar. Inga underarter finns listade i Catalogue of Life.